# 비바! 점프볼
비바! 점프볼은 매주 토요일 밤 12시 25분에 KBS 2TV로 방송된 농구 전문 텔레비전 프로그램이다.

## 기획 의도
농구 시즌 기간에 한해 방송되는 농구 전문 텔레비전 프로그램이다.

## 방송 시간
| 방송 채널 | 방송 기간                         | 방송 시간                          |
| --------- | --------------------------------- | ---------------------------------- |
| KBS 1TV   | 2007년 1월 3일 ~ 2007년 3월 28일  | 매주 수요일 밤 12:30 ~ 1:30 (60분) |
| KBS 1TV   | 2008년 1월 7일 ~ 2008년 3월 31일  | 매주 월요일 밤 12:35 ~ 1:25 (50분) |
| KBS 1TV   | 2009년 1월 5일 ~ 2009년 4월 13일  | 매주 월요일 밤 12:35 ~ 1:25 (50분) |
| KBS 2TV   | 2014년 1월 4일 ~ 2014년 1월 11일  | 매주 토요일 밤 12:45 ~ 1:35 (50분) |
| KBS 2TV   | 2014년 1월 18일 ~ 2014년 1월 25일 | 매주 토요일 밤 12:25 ~ 1:15 (50분) |
| KBS 2TV   | 2014년 3월 1일 ~ 2014년 4월 12일  | 매주 토요일 밤 12:25 ~ 1:15 (50분) |

## 역대 진행자
- 1대 이정민 : 2007.1.3 ~ 2007.3.28
- 2대 오정연 : 2008.1.7 ~ 2008.3.31
- 3대 이선영 : 2009.1.5 ~ 2009.4.13
- 4대 한상헌 : 2014.1.4 ~ 2014.4.12

## 구성
- 바스켓 수다
- 주간 KBL 파워
- 주간 빅매치
- KBL 피플
- 우리 지금 만나요
- 주간 베스트

## 같이 보기
- 비바! K리그

## 결방
- 2014년 2월 1일 : 설날 특선 프로그램, 영화로 인해 결방
- 2014년 2월 8일 ~ 2월 22일 : 소치 동계올림픽 중계로 인해 결방.